# Braunfels

Braunfelser Stadtteile

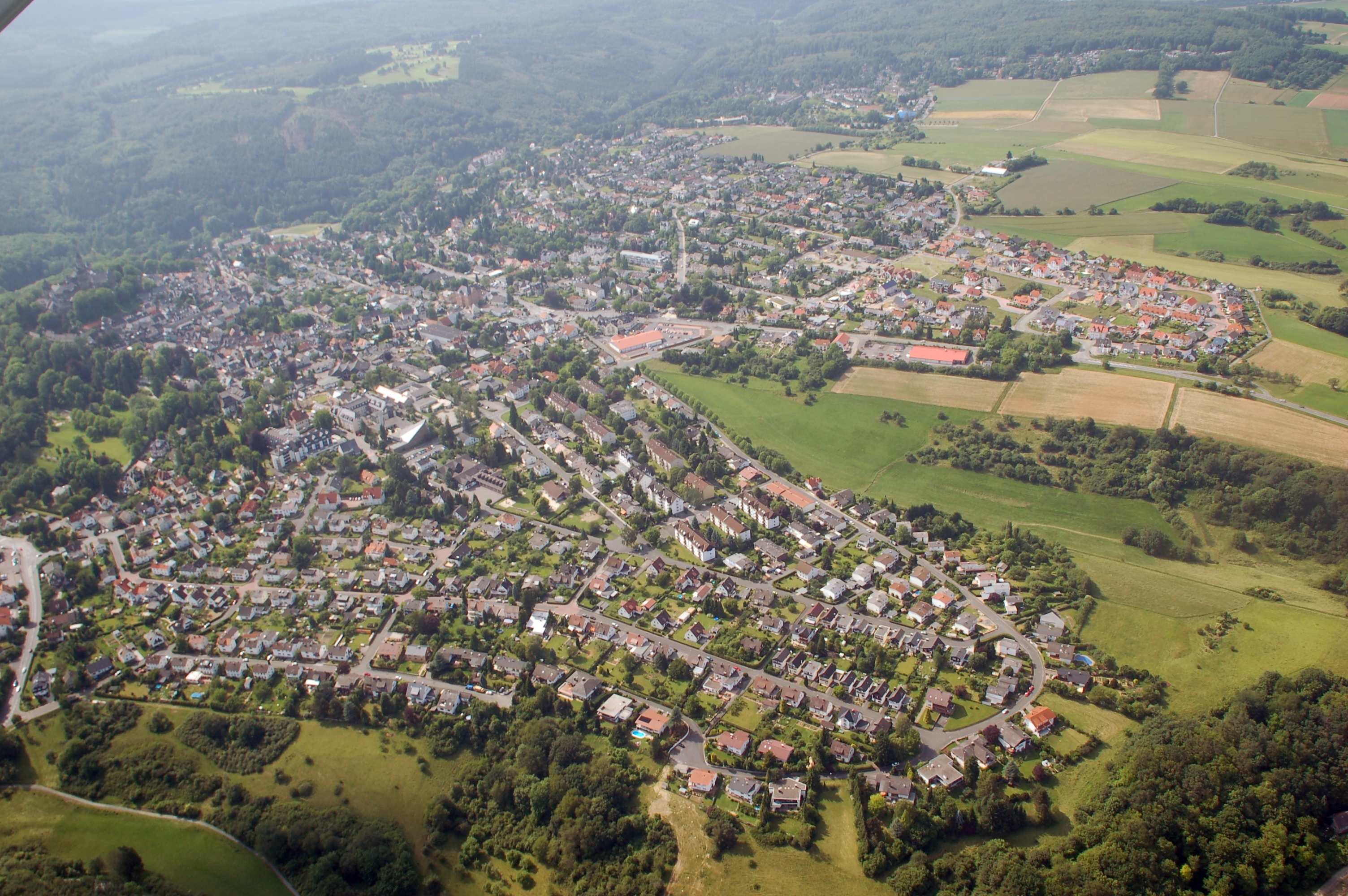
Luftaufnahme 2007

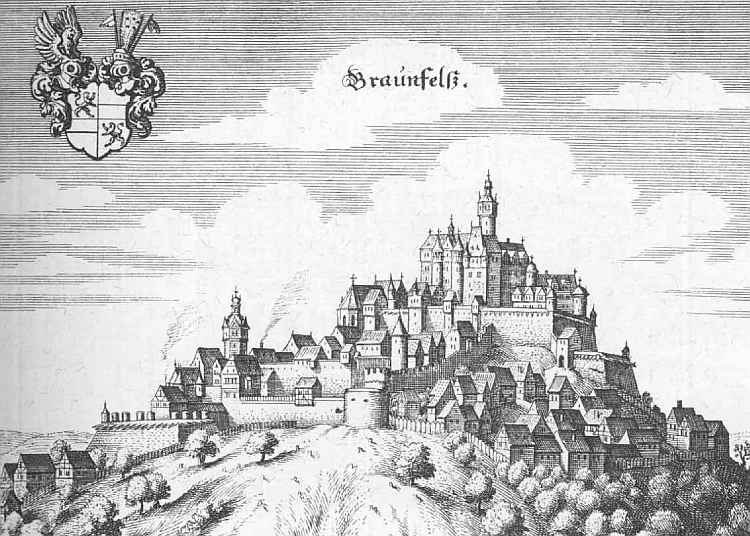
Schloss Braunfels – Auszug aus der Topographia Hassiae von Matthäus Merian 1655

Braunfels ist ein Luftkurort und eine Stadt im mittelhessischen Lahn-Dill-Kreis.
Bekannt ist Braunfels für sein Schloss, das seit dem 13. Jahrhundert Sitz der Grafen von Solms ist.

## Geografie

### Geografische Lage
Die Stadt Braunfels liegt im östlichen Hintertaunus auf einer Höhe von etwa 240 Metern, 2 km südlich des Lahntals, 10 km westlich der Kreisstadt Wetzlar.

### Klima
Der Jahresniederschlag beträgt 752 mm.

### Nachbargemeinden
Braunfels grenzt im Nordwesten an die Stadt Leun, im Norden an die Stadt Solms, im Osten an die Gemeinde Schöffengrund, im Südosten an die Gemeinde Waldsolms (alle im Lahn-Dill-Kreis), im Süden an die Gemeinde Weilmünster sowie im Westen an die Stadt Weilburg und die Gemeinde Löhnberg (alle drei im Landkreis Limburg-Weilburg).

### Stadtgliederung
Die Stadt Braunfels gliedert sich in sechs Stadtteile. Neben der Kernstadt (6605) sind dies nordwestlich Tiefenbach (1094) sowie Bonbaden (1547) und Neukirchen (586) südöstlich. Im Süden liegen Philippstein (988) und Altenkirchen (794) (Einwohnerzahlen jeweils in Klammern, Stand 30. Juni 2022).

## Geschichte

### Mittelalter
Stadt und Schloss Braunfels wurden im Jahr 1246 erstmals erwähnt – möglicherweise auch bereits 1245, dies ist auf dem Original der Urkunde nicht eindeutig zu erkennen. In erhaltenen Dokumenten späterer Jahre erschien die Schreibweise des Orts in folgenden Varianten (in Klammern das Jahr der Erwähnung): Brunenvelsz (1245), Brunevels (1300), Brunfels (1428), zu Brunenfelße (1430–1431), Brunenfelsche (1453), Brunenfels (1453) und Brunffels (1479). Ab dem 16. Jahrhundert war es dann Braunfels.
Schloss Braunfels, aus einer im 13. Jahrhundert gegen die Grafen von Nassau errichteten Trutzburg hervorgegangen, diente ab ca. 1260 als Wohnburg der Braunfelser Linie der Herren zu Solms. Nach der Zerstörung der Burg Solms durch den Rheinischen Städtebund 1384 wurde die Burg Braunfels neuer Stammsitz der Grafen von Solms. In der mehr als 750-jährigen Baugeschichte der ehemaligen Burg fanden zahlreiche Umbauten statt. Im Stadtwappen ist das Wappentier der Grafen von Solms – steigender Löwe in den Farben Blau und Gelb – erhalten.
Unterhalb der Burg entstanden im 13. und 14. Jahrhundert drei Talsiedlungen, die sich, wehrhaft befestigt, als eine Art Vorburg um die Kernburg herum gruppierten. Tal und Vordertal lagen im Süden innerhalb der Stadtmauern, Hintertal im Norden und Osten außerhalb der Mauern.

### Neuzeit

#### 17. und 18. Jahrhundert
Stadtrecht besitzt Braunfels seit dem Jahr 1607. Im Dreißigjährigen Krieg wurde Braunfels fünfmal von feindlichen Truppen besetzt. Die Bevölkerung wurde durch Hungersnöte und Pest um 50 % reduziert. Am Ende setzte die Reformation sich in Braunfels wie im übrigen Gebiet des heutigen Lahn-Dill-Kreises durch.
Der Flächenbrand von 1679 vernichtete große Teile der Stadt und der zum Barockschloss ausgebauten Burg. Das Schloss wurde danach unter Verwendung der noch bestehenden Bausubstanz wieder aufgebaut und erweitert. Der Stadt wurde der vor den Stadtmauern liegende und bis heute erhaltene regelmäßige Marktplatz mit seinen umliegenden Straßenzügen hinzugefügt. Zahlreiche Fachwerkhäuser entstanden im Zuge des Wiederaufbaus Ende des 17. sowie im 18. Jahrhundert.
Vom Ausbau des Schlosses zur fürstlichen Residenz im 18. Jahrhundert profitierte auch die Stadt. Zünfte wurden gebildet, und es kam zu einem wirtschaftlichen Aufschwung.

#### 19. Jahrhundert
Der Reichsdeputationshauptschluss 1803 beendete die territoriale Selbstständigkeit der Fürsten von Solms. Die Besitzungen fielen an das Herzogtum Nassau und mit dem Wiener Kongress 1815 an das Königreich Preußen, dessen Geschichte Braunfels in der Folge teilte.
Während der Märzrevolution 1848 führten am 18. März tausende revolutionär gesinnte Bürger aus den umliegenden Ortschaften einen Sturm auf Braunfels durch, der jedoch am 15. April mit Hilfe des Preußischen Militärs niedergeschlagen wurde. Dennoch wurden die Gerichte in Braunfels und Ehringshausen am 26. April dem Kreisgericht unterstellt und der Wetzlarer Landrat Anton Kessler übernahm am 6. Mai die Regierung in Braunfels.
Auf Braunfelser Territorium wurde im 19. Jahrhundert und in der ersten Hälfte des 20. Jahrhunderts intensiv Eisenerzbergbau betrieben, siehe dazu Liste von Bergwerken im Lahn-Dill-Gebiet.
Am 27. Januar 1879 gründete sich die Freiwillige Feuerwehr Braunfels. In der Folge bildete sie mit den beiden Freiwilligen Feuerwehren Weilburg und Obertiefenbach den Löschbezirk Oberlahn im Feuerwehr-Verband für den Regierungsbezirk Wiesbaden, innerhalb dessen sie erstmals am 3. August 1890 in Obertiefenbach ihr Verbandsfest feierten.
Um die Mitte des 19. Jahrhunderts wurde Braunfels zur Kurstadt ausgebaut. Aus einer Milchkur-Anstalt und einem Kneipp-Bad entstanden Zug um Zug die heute noch bestehenden Kuranlagen.

#### 20. Jahrhundert
In der ersten Hälfte des 20. Jahrhunderts teilt Braunfels die Probleme der globalen wirtschaftlichen und politischen Entwicklung (Inflation und Arbeitslosigkeit in der Weimarer Republik, im Nationalsozialismus propagandistisch gestützte Beschäftigungsprogramme, im Zweiten Weltkrieg Einweisung von evakuierten und ausgebombten Familien in Notquartiere). In der Pogromnacht im November 1938 wurde die Synagoge durch auswärtige SA- und SS-Leute zerstört. Aufgrund des Eingreifens von Nachbarn, des Bürgermeisters und eines Polizisten, die wahrscheinlich eine Gefahr für Nachbargebäude fürchteten, wurde sie nicht angezündet. Jugendliche eigneten sich Kultgegenstände an.
Nach 1950 setzte der Wiederaufbau ein. Im Jahr 1957 beging die Stadt, die sich seit 1961 Luftkurort nennt, ihre 700-Jahr-Feier, die 1946 nachkriegsbedingt verschoben werden musste. Neue infrastrukturelle Einrichtungen, Wohnviertel und Sportanlagen entstanden in den 1960er und 1970er Jahren.
Im Zuge der Gebietsreform in Hessen fusionierten zum 31. Dezember 1971 auf freiwilliger Basis die Stadt Braunfels und die Gemeinden Bonbaden, Neukirchen sowie Tiefenbach zur erweiterten Stadt Braunfels. Zum 1. Juli 1974 wurden die Gemeinden Philippstein und Altenkirchen im Zuge der Auflösung des Oberlahnkreises durch Landesgesetz nach Braunfels eingegliedert. Für die ehemals eigenständigen Gemeinden von Braunfels sowie die Kernstadt wurde je ein Ortsbezirk gebildet.
Im Jahr 1981 wurde die Stadt Braunfels mit dem Europapreis für ihre hervorragenden Bemühungen um den europäischen Integrationsgedanken ausgezeichnet. Weitere Prädikate für Naturschutz und Familienfreundlichkeit folgten. Seit 1994, zwei Jahre vor der 750-Jahr-Feier, gibt es die mittelalterlichen Festspiele Spektakulum als überregional beworbene Touristenattraktion.

### Verwaltungsgeschichte im Überblick
Die folgende Liste zeigt die Staaten und Verwaltungseinheiten, denen Braunfels angehört(e):
- vor 1806: Heiliges Römisches Reich, Fürstentum Solms-Braunfels, Anteil der Grafschaft Solms, Amt Braunfels
- ab 1806: Herzogtum Nassau,[Anm. 2] Amt Braunfels[Anm. 3]
- ab 1816: Königreich Preußen,[Anm. 4] Provinz Großherzogtum Niederrhein, Regierungsbezirk Koblenz, Kreis Braunfels
- ab 1822: Königreich Preußen, Rheinprovinz, Regierungsbezirk Koblenz, Kreis Wetzlar[Anm. 5]
- ab 1866: Norddeutscher Bund,[Anm. 6] Königreich Preußen, Rheinprovinz, Regierungsbezirk Koblenz, Kreis Wetzlar
- ab 1871: Deutsches Reich, Königreich Preußen, Rheinprovinz, Regierungsbezirk Koblenz, Kreis Wetzlar
- ab 1918: Deutsches Reich (Weimarer Republik), Freistaat Preußen, Rheinprovinz, Regierungsbezirk Koblenz, Kreis Wetzlar
- ab 1932: Deutsches Reich, Freistaat Preußen, Provinz Hessen-Nassau, Regierungsbezirk Wiesbaden, Landkreis Wetzlar
- ab 1944: Deutsches Reich, Freistaat Preußen, Provinz Nassau, Landkreis Wetzlar
- ab 1945: Amerikanische Besatzungszone,[Anm. 7] Groß-Hessen, Regierungsbezirk Wiesbaden, Landkreis Wetzlar
- ab 1946: Amerikanische Besatzungszone, Hessen, Regierungsbezirk Wiesbaden, Landkreis Wetzlar
- ab 1949: Bundesrepublik Deutschland, Hessen, Regierungsbezirk Wiesbaden, Landkreis Wetzlar
- ab 1968: Bundesrepublik Deutschland, Hessen, Regierungsbezirk Darmstadt, Landkreis Wetzlar
- ab 1977: Bundesrepublik Deutschland, Hessen, Regierungsbezirk Darmstadt, Lahn-Dill-Kreis
- ab 1981: Bundesrepublik Deutschland, Hessen, Regierungsbezirk Gießen, Lahn-Dill-Kreis

## Bevölkerung

### Einwohnerstruktur 2011
Nach den Erhebungen des Zensus 2011 lebten am Stichtag, dem 9. Mai 2011, in Braunfels 10.763 Einwohner. Nach dem Lebensalter waren 1659 Einwohner unter 18 Jahren, 4212 zwischen 18 und 49, 2403 zwischen 50 und 64 und 2490 Einwohner waren älter. Unter den Einwohnern waren 448 (4,2 %) Ausländer, von denen 219 aus dem EU-Ausland, 163 aus anderen europäischen Ländern und 69 aus anderen Staaten kamen. Von den deutschen Einwohnern hatten 12,0 % einen Migrationshintergrund. (Bis zum Jahr 2020 erhöhte sich die Ausländerquote auf 8,6 %.) Die Einwohner lebten in 5046 Haushalten. Davon waren 1812 Singlehaushalte, 1461 Paare ohne Kinder und 1257 Paare mit Kindern, sowie 414 Alleinerziehende und 102 Wohngemeinschaften. In 1206 Haushalten lebten ausschließlich Senioren und in 3282 Haushaltungen leben keine Senioren.

### Einwohnerentwicklung
| Braunfels: Einwohnerzahlen von 1834 bis 2020 | Braunfels: Einwohnerzahlen von 1834 bis 2020 | Braunfels: Einwohnerzahlen von 1834 bis 2020 | Braunfels: Einwohnerzahlen von 1834 bis 2020 | Braunfels: Einwohnerzahlen von 1834 bis 2020 |
| --- | -------------------------------------------- | -------------------------------------------- | -------------------------------------------- | -------------------------------------------- |
| Jahr |                                              |                                              |                                              | Einwohner                                    |
| 1834 | 1834                                         |                                              | 1.472                                        | 1.472                                        |
| 1840 | 1840                                         |                                              | 1.586                                        | 1.586                                        |
| 1846 | 1846                                         |                                              | 1.729                                        | 1.729                                        |
| 1852 | 1852                                         |                                              | 1.622                                        | 1.622                                        |
| 1858 | 1858                                         |                                              | 1.670                                        | 1.670                                        |
| 1864 | 1864                                         |                                              | 1.712                                        | 1.712                                        |
| 1871 | 1871                                         |                                              | 1.647                                        | 1.647                                        |
| 1875 | 1875                                         |                                              | 1.674                                        | 1.674                                        |
| 1885 | 1885                                         |                                              | 1.788                                        | 1.788                                        |
| 1895 | 1895                                         |                                              | 1.587                                        | 1.587                                        |
| 1905 | 1905                                         |                                              | 1.590                                        | 1.590                                        |
| 1910 | 1910                                         |                                              | 1.585                                        | 1.585                                        |
| 1925 | 1925                                         |                                              | 1.834                                        | 1.834                                        |
| 1939 | 1939                                         |                                              | 2.053                                        | 2.053                                        |
| 1946 | 1946                                         |                                              | 3.337                                        | 3.337                                        |
| 1950 | 1950                                         |                                              | 3.341                                        | 3.341                                        |
| 1956 | 1956                                         |                                              | 3.545                                        | 3.545                                        |
| 1961 | 1961                                         |                                              | 3.713                                        | 3.713                                        |
| 1967 | 1967                                         |                                              | 3.950                                        | 3.950                                        |
| 1970 | 1970                                         |                                              | 4.187                                        | 4.187                                        |
| 1972 | 1972                                         |                                              | 7.836                                        | 7.836                                        |
| 1975 | 1975                                         |                                              | 9.114                                        | 9.114                                        |
| 1985 | 1985                                         |                                              | 9.703                                        | 9.703                                        |
| 1990 | 1990                                         |                                              | 10.505                                       | 10.505                                       |
| 1995 | 1995                                         |                                              | 11.114                                       | 11.114                                       |
| 2000 | 2000                                         |                                              | 11.417                                       | 11.417                                       |
| 2004 | 2004                                         |                                              | 11.271                                       | 11.271                                       |
| 2010 | 2010                                         |                                              | 10.908                                       | 10.908                                       |
| 2011 | 2011                                         |                                              | 10.763                                       | 10.763                                       |
| 2015 | 2015                                         |                                              | 10.862                                       | 10.862                                       |
| 2020 | 2020                                         |                                              | 11.007                                       | 11.007                                       |
| Datenquelle: Historisches Gemeindeverzeichnis für Hessen: Die Bevölkerung der Gemeinden 1834 bis 1967. Wiesbaden: Hessisches Statistisches Landesamt, 1968. Weitere Quellen: LAGIS; 1972:; Hessisches Statistisches Informationssystem; Zensus 2011 Nach 1970 einschließlich der im Zuge der Gebietsreform in Hessen eingegliederten Orte. |                                              |                                              |                                              |                                              |

### Historische Religionszugehörigkeit
| • 1834: | 1388 evangelische (= 94,3 %), 9 katholische (= 0,6 %), 6 mennonitische (= 0,4 %), 69 jüdische (= 4,7 %) Einwohner |
| • 1961: | 2363 evangelische (= 63,6 %) und 1248 katholische (= 33,6 %) Einwohner                                            |
| • 1987: | 6298 evangelische (= 65,3 %), 2339 katholische (= 24,3 %), 1002 sonstige (= 10,4 %) Einwohner                     |
| • 2011: | 6000 evangelische (= 55,7 %), 2210 katholische (= 20,5 %), 2550 sonstige (= 23,7 %) Einwohner                     |

## Politik

### Stadtverordnetenversammlung
Die Kommunalwahl am 14. März 2021 lieferte folgendes Ergebnis, in Vergleich gesetzt zu früheren Kommunalwahlen:
| Sitzverteilung in der Stadtverordnetenversammlung 2021Insgesamt 37 Sitze - SPD: 8 - Grüne: 6 - FDP/FWG: 9 - CDU: 14 | Parteien und Wählergemeinschaften | Parteien und Wählergemeinschaften                             | 2021  | 2021  | 2016  | 2016  | 2011  | 2011  | 2006  | 2006  | 2001  | 2001  |
| Sitzverteilung in der Stadtverordnetenversammlung 2021Insgesamt 37 Sitze - SPD: 8 - Grüne: 6 - FDP/FWG: 9 - CDU: 14 | Parteien und Wählergemeinschaften | Parteien und Wählergemeinschaften                             | %     | Sitze | %     | Sitze | %     | Sitze | %     | Sitze | %     | Sitze |
| Sitzverteilung in der Stadtverordnetenversammlung 2021Insgesamt 37 Sitze - SPD: 8 - Grüne: 6 - FDP/FWG: 9 - CDU: 14 | CDU                               | Christlich Demokratische Union Deutschlands                   | 37,3  | 14    | 36,5  | 14    | 34,8  | 13    | 37,5  | 14    | 41,3  | 15    |
| Sitzverteilung in der Stadtverordnetenversammlung 2021Insgesamt 37 Sitze - SPD: 8 - Grüne: 6 - FDP/FWG: 9 - CDU: 14 | FDP/FWG                           | Freie Demokratische Partei/Freie Wählergemeinschaft Braunfels | 23,7  | 9     | 22,3  | 8     | –     | –     | –     | –     | –     | –     |
| Sitzverteilung in der Stadtverordnetenversammlung 2021Insgesamt 37 Sitze - SPD: 8 - Grüne: 6 - FDP/FWG: 9 - CDU: 14 | SPD                               | Sozialdemokratische Partei Deutschlands                       | 21,8  | 8     | 29,4  | 11    | 30,7  | 11    | 32,6  | 12    | 35,2  | 13    |
| Sitzverteilung in der Stadtverordnetenversammlung 2021Insgesamt 37 Sitze - SPD: 8 - Grüne: 6 - FDP/FWG: 9 - CDU: 14 | Grüne                             | Bündnis 90/Die Grünen                                         | 17,2  | 6     | 11,8  | 4     | 17,6  | 7     | 9,1   | 3     | 6,7   | 2     |
| Sitzverteilung in der Stadtverordnetenversammlung 2021Insgesamt 37 Sitze - SPD: 8 - Grüne: 6 - FDP/FWG: 9 - CDU: 14 | FWG                               | Freie Wählergemeinschaft Braunfels                            | –     | –     | –     | –     | 11,0  | 4     | 12,3  | 5     | 9,8   | 4     |
| Sitzverteilung in der Stadtverordnetenversammlung 2021Insgesamt 37 Sitze - SPD: 8 - Grüne: 6 - FDP/FWG: 9 - CDU: 14 | FDP                               | Freie Demokratische Partei                                    | –     | –     | –     | –     | 5,9   | 2     | 8,4   | 3     | 7,1   | 3     |
| Sitzverteilung in der Stadtverordnetenversammlung 2021Insgesamt 37 Sitze - SPD: 8 - Grüne: 6 - FDP/FWG: 9 - CDU: 14 | Gesamt                            | Gesamt                                                        | 100,0 | 37    | 100,0 | 37    | 100,0 | 37    | 100,0 | 37    | 100,0 | 37    |
| Sitzverteilung in der Stadtverordnetenversammlung 2021Insgesamt 37 Sitze - SPD: 8 - Grüne: 6 - FDP/FWG: 9 - CDU: 14 | Wahlbeteiligung in %              | Wahlbeteiligung in %                                          | 49,5  | 49,5  | 47,5  | 47,5  | 43,5  | 43,5  | 45,9  | 45,9  | 52,5  | 52,5  |

### Bürgermeister
Nach der hessischen Kommunalverfassung wird der Bürgermeister für eine sechsjährige Amtszeit gewählt, seit dem Jahr 1993 in einer Direktwahl, und ist Vorsitzender des Magistrats, dem in der Stadt Braunfels neben dem Bürgermeister ehrenamtlich ein Erster Stadtrat und fünf weitere Stadträte angehören. Bürgermeister ist seit dem 1. April 2019 der parteiunabhängige Christian Breithecker. Er wurde als Nachfolger von Wolfgang Keller (CDU), der nach zwei Amtszeiten nicht wieder kandidiert hatte, am 28. Oktober 2018 im ersten Wahlgang bei 62,20 Prozent Wahlbeteiligung mit 61,24 Prozent der Stimmen gewählt. Es folgte eine Wiederwahl im November 2024.

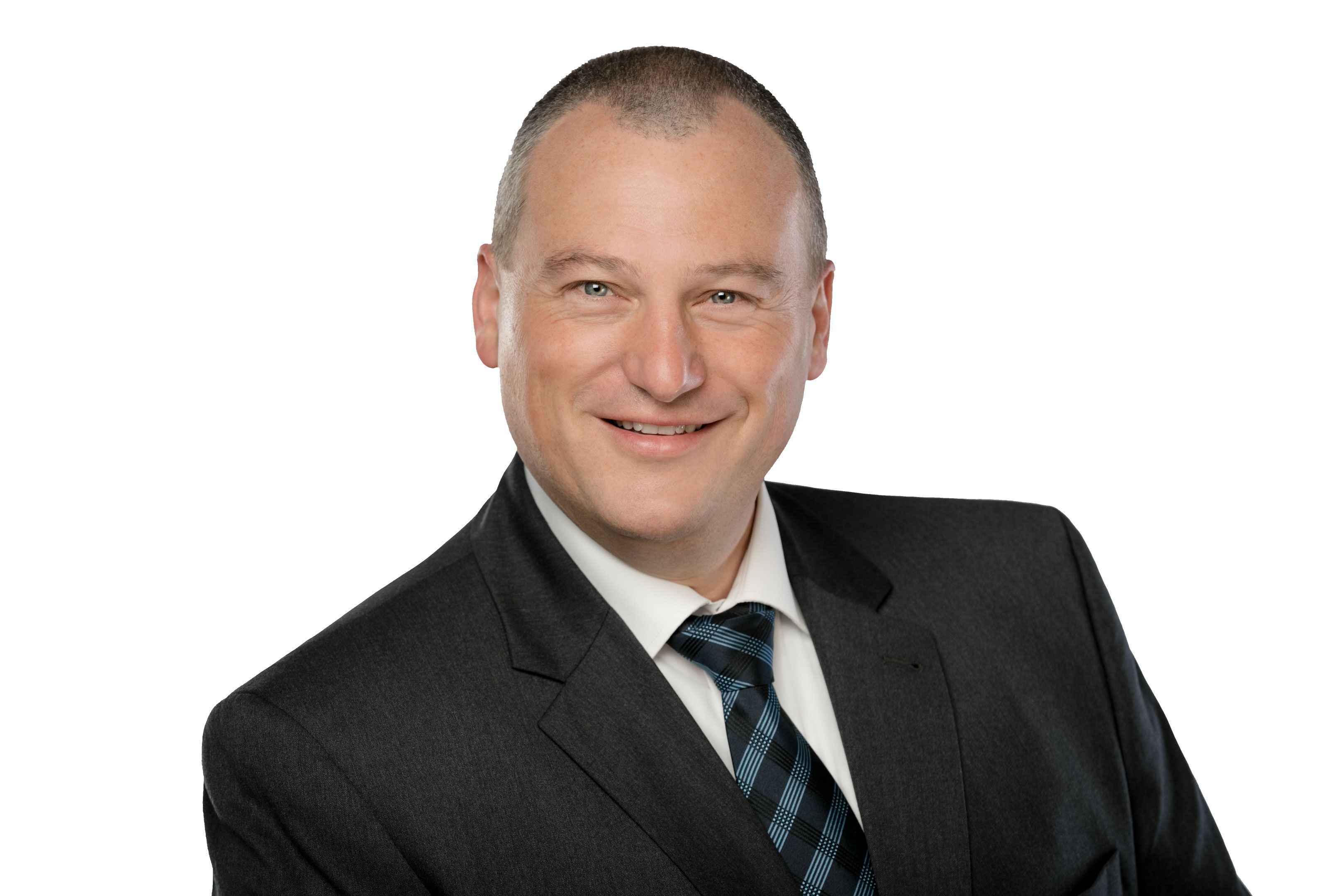
Christian Breithecker

Amtszeiten der Bürgermeister
- 2019–2031 Christian Breithecker[28]
- 2007–2019 Wolfgang Keller (CDU)[29]
- 1995–2007 Dieter Schmidt (CDU)
- 1977–1995 Peter Schneider
- 1966–1977 Erich Lückel
- 1958–1966 Heinz Hermans
- 1948–1958 Erich Lehmann
- 1946–1948 Carl Rathmackers
- 1945–1946 Rudolf von Behr
- 1945–1945 Wilhelm Bender
- 1913–1945 Heinrich Ziegler
- 1877–1913 Michael Weber

### Ortsbeiräte
Für das Stadtgebiet gibt es die Ortsbezirke Braunfels, Bonbaden, Neukirchen, Altenkirchen, Philippstein und
Tiefenbach. Je Ortsbezirk wird ein Ortsbeirat und Ortsvorsteher, nach Maßgabe der §§ 81 und 82 HGO und des Kommunalwahlgesetzes in der jeweils gültigen Fassung gebildet.
Die Ortsbezirke werden durch die bisherigen Grenzen der ehemaligen Gemeinden begrenzt. Alle Ortsbeiräte bestehen aus fünf Mitgliedern. Die Wahl der Ortsbeiräte erfolgt im Rahmen der Kommunalwahlen. Der Ortsbeirat wählt eines seiner Mitglieder zum Ortsvorsteher bzw. zur Ortsvorsteherin. Für die Zusammensetzung siehe die jeweiligen Stadtteile.

### Ortsbeirat Braunfels
Bei den Kommunalwahlen in Hessen 2021 betrug die Wahlbeteiligung zum Ortsbeirat 46,71 %. Dabei wurden gewählt: zwei Mitglieder der CDU und je ein Mitglied des Bündnis 90/Die Grünen, der SPD und der „Liste Bürger für Braunfels“ (FDP/FWG). Der Ortsbeirat wählte Christel Pitsch (Grüne) zur Ortsvorsteherin.

### Wappen
Blasonierung: „In von Gold und Blau geteiltem Schild ein rot-gezungter Löwe in verwechselten Farben.“
Das am 10. August 1937 durch den Oberpräsidenten der Provinz Hessen-Nassau verliehene Wappen übernimmt nach einem persönlichen Entwurf des Oberpräsidenten Philipp von Hessen den Schild des fürstlich-solmsischen Stammwappens und wandelt ihn, da das Fürstengeschlecht noch blüht, durch Schildteilung und Farbwechsel ab. Im Schutz der solmsischen Burg ist ein Ort entstanden, dem der Graf im Jahr 1607 einen Freibrief ausstellte, und das Stammschloss ist heute noch Sitz des Fürstenhauses Solms-Braunfels. Die mit der Wappenverleihung genehmigte Stadtfahne zeigt in einem von Blau und Gold geteilten Feld das Stadtwappen in der Weise, dass das goldene Feld vom blauen Streifen und das blaue Feld vom goldenen Streifen aufgenommen werden.

### Flagge
Die Flagge wurde der Stadt am 14. Oktober 1982 durch das Hessische Innenministerium genehmigt und wird wie folgt beschrieben:
„Auf blauer und gelber Flaggenbahn in dem oberen Drittel das aufgelegte Wappen der Stadt.“

### Städtepartnerschaften
Braunfels unterhält partnerschaftliche Beziehungen zu
- Bagnols-sur-Cèze in Frankreich (seit 1959)
- Rohrmoos-Untertal in Österreich (seit 1961)
- Newbury (Berkshire), Großbritannien (seit 1964)
- Eeklo in Belgien (seit 1975)
- Kiskunfélegyháza in Ungarn (seit 1992)
- Feltre in Italien (seit 1999)
- Carcaixent in Spanien (seit 2017)
- New Braunfels in Texas, Vereinigte Staaten

Die Partnerstadt New Braunfels in Texas (Vereinigte Staaten) wurde von Auswanderern aus Braunfels gegründet. Die Stadt zwischen Austin, TX und San Antonio, TX ist heute eine Touristenattraktion, die sich auf ihre deutschen Wurzeln beruft und in der bis heute deutschsprachige Geschäfte und Restaurants anzutreffen sind. Ein großer Vergnügungs- und Aquapark („Schlitterbahn“), die einschlägige Gastronomie („Schnitzelhaus“, „Omas Haus“ …) sowie ein „genuine Oktoberfest“ sollen bei Besuchern aus Deutschland auch schon einmal gegen Heimweh geholfen haben.

## Kultur und Sehenswürdigkeiten

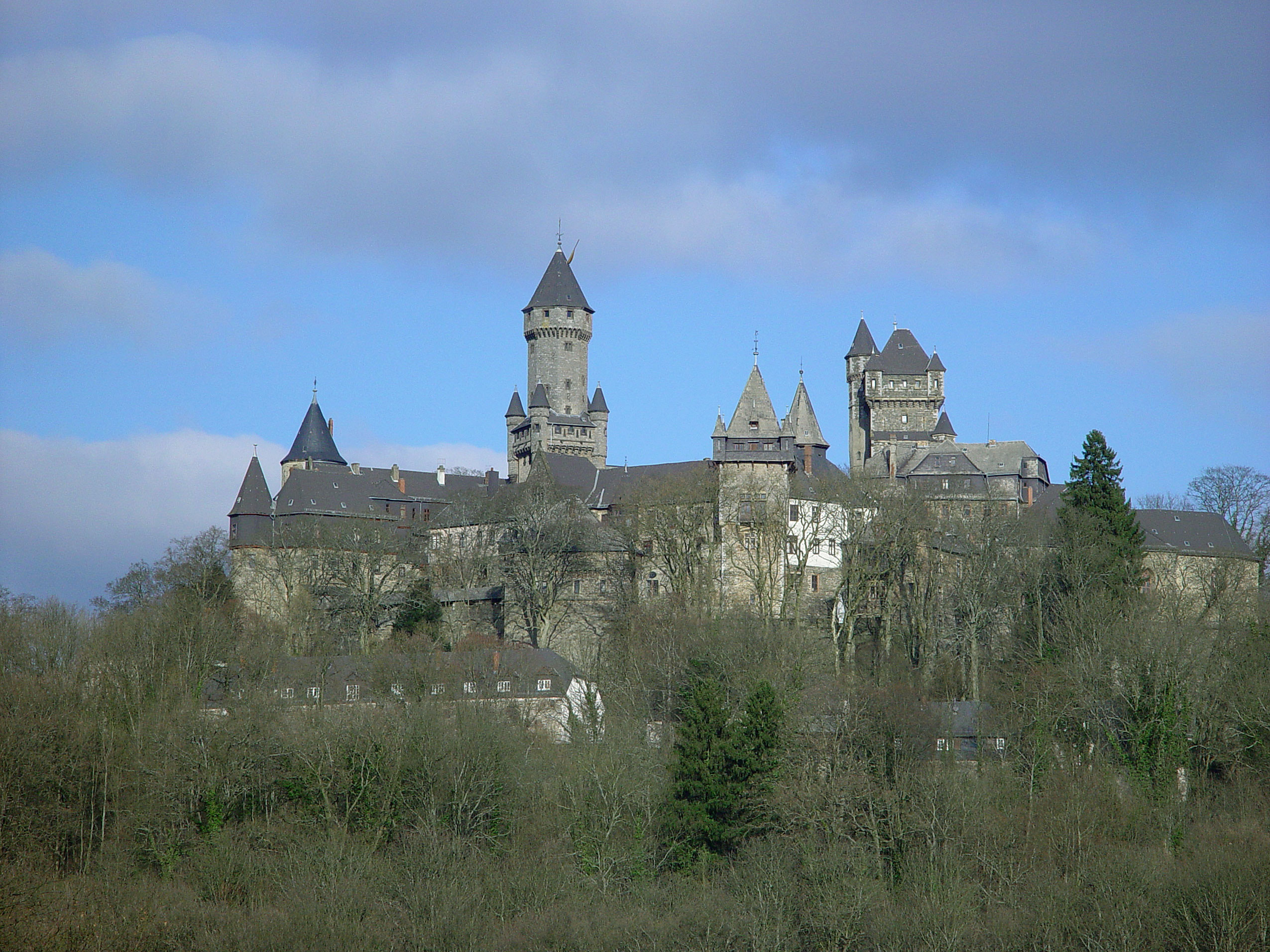
Schloss Braunfels

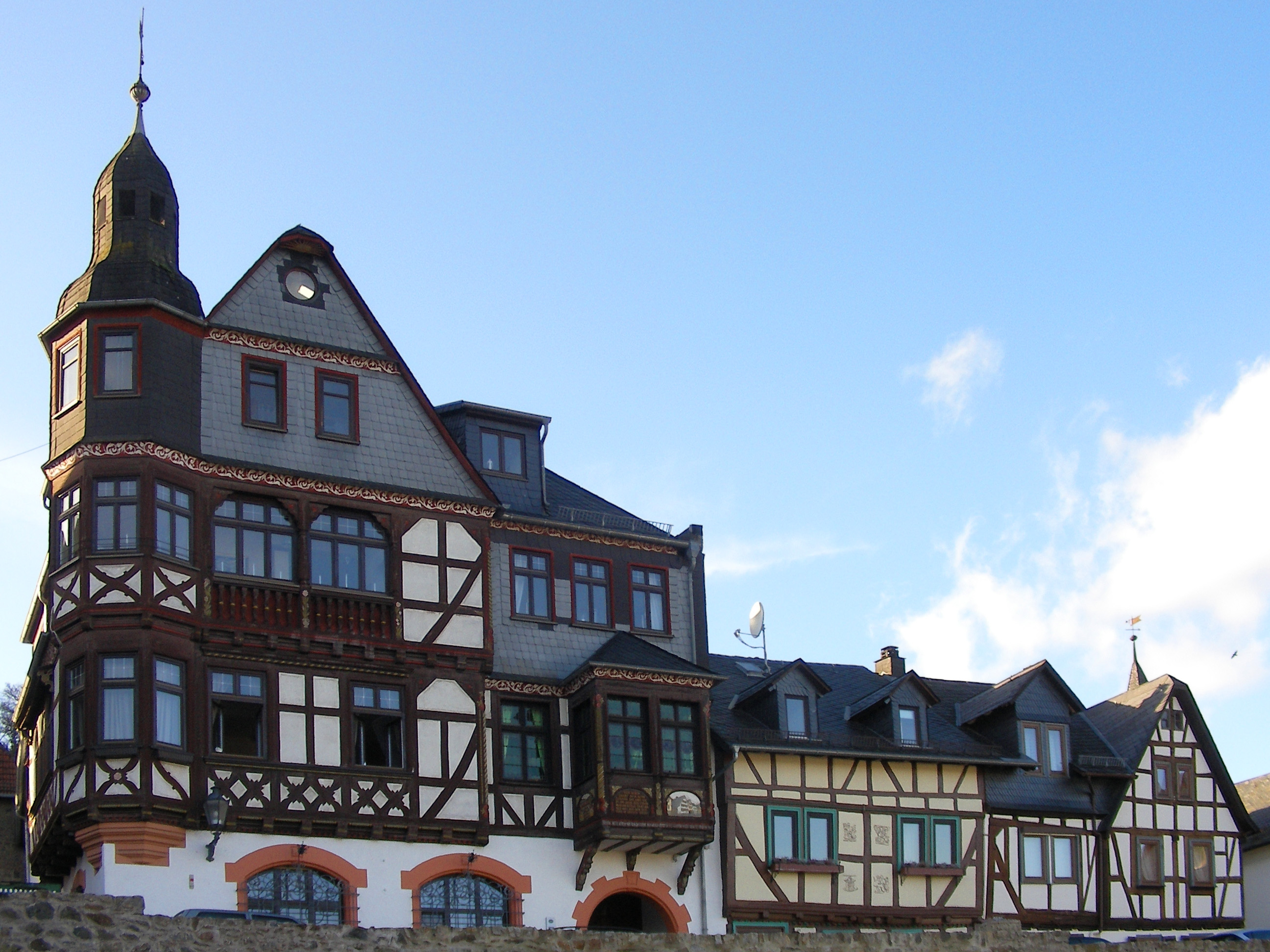
Fachwerkhäuser Auf der Schütt

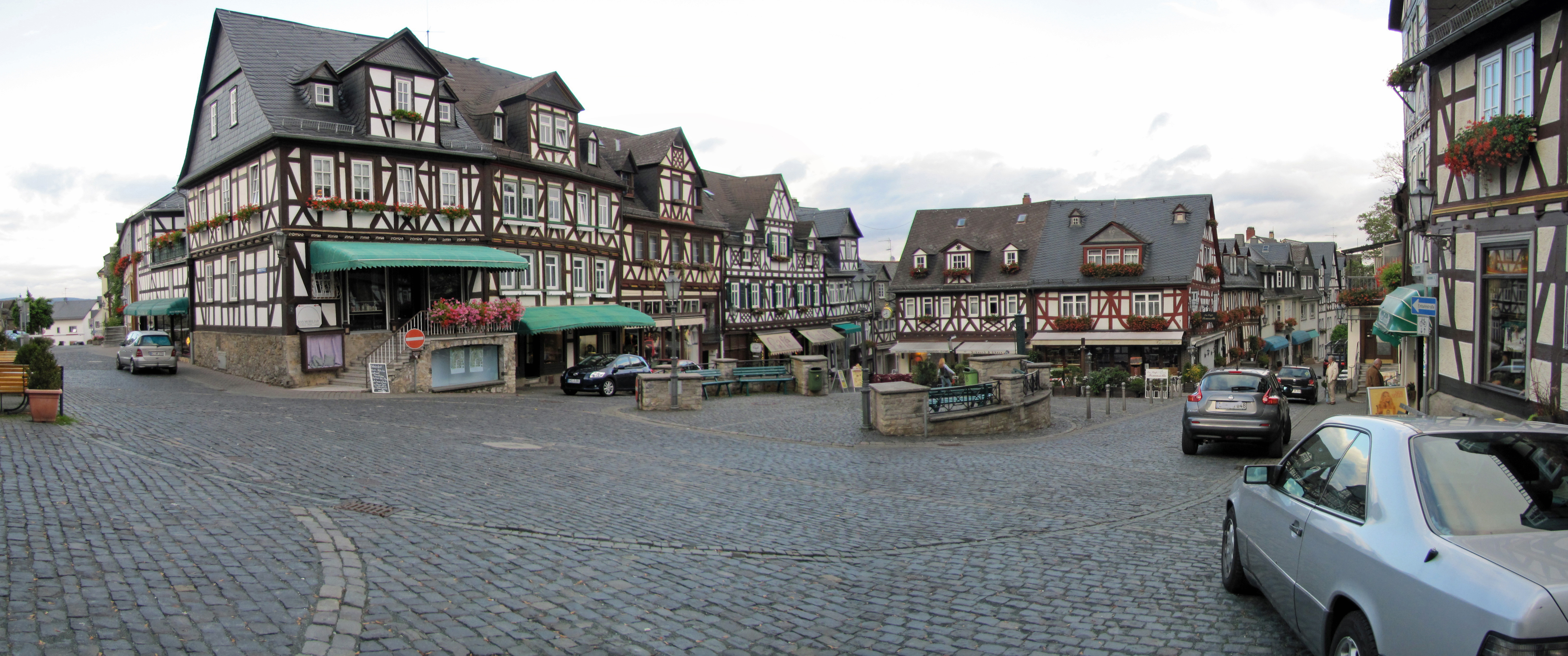
Fachwerkhäuser am Marktplatz

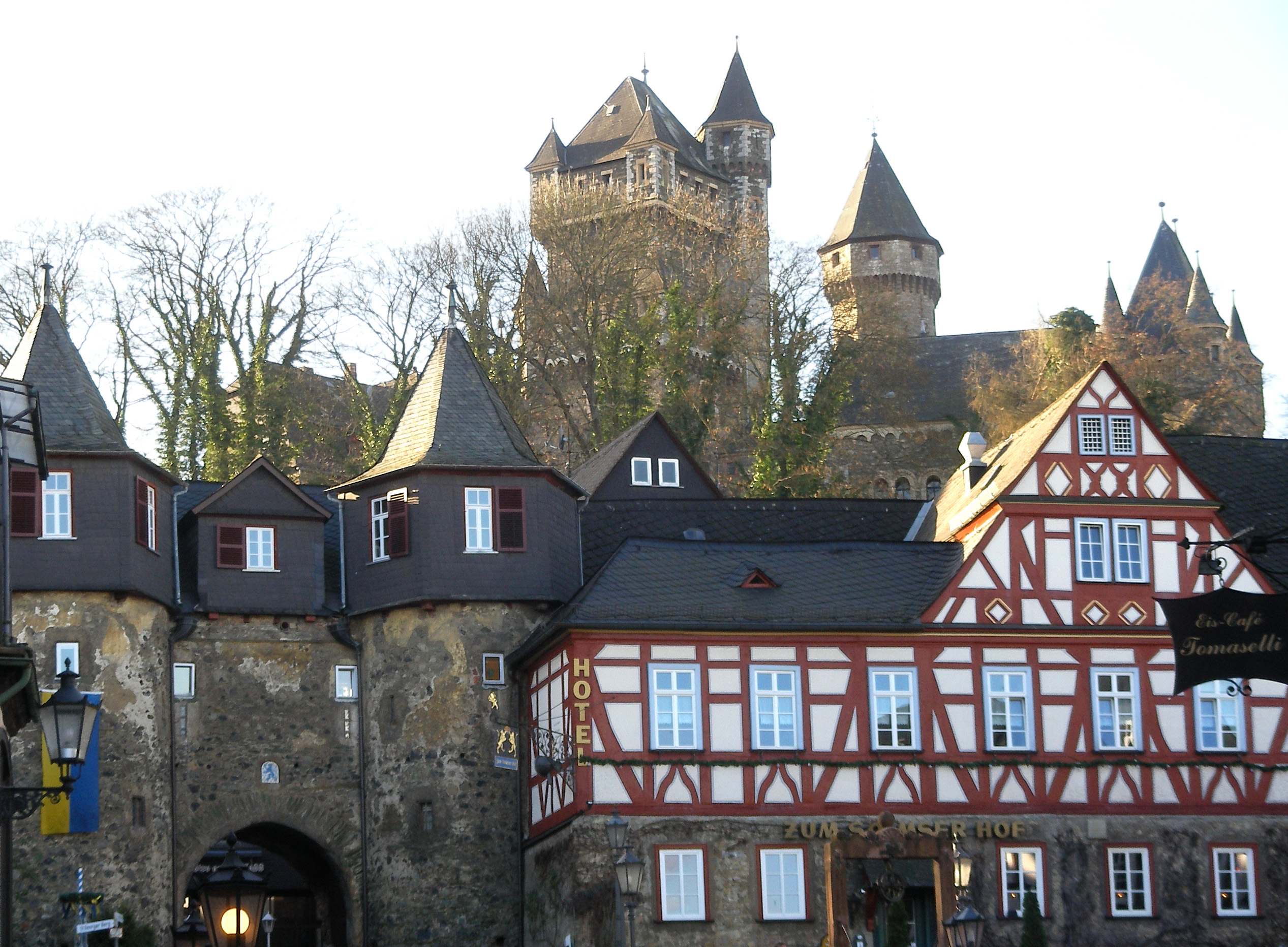
Solmser Hof, Unterstes Burgtor und Blick zum Schloss

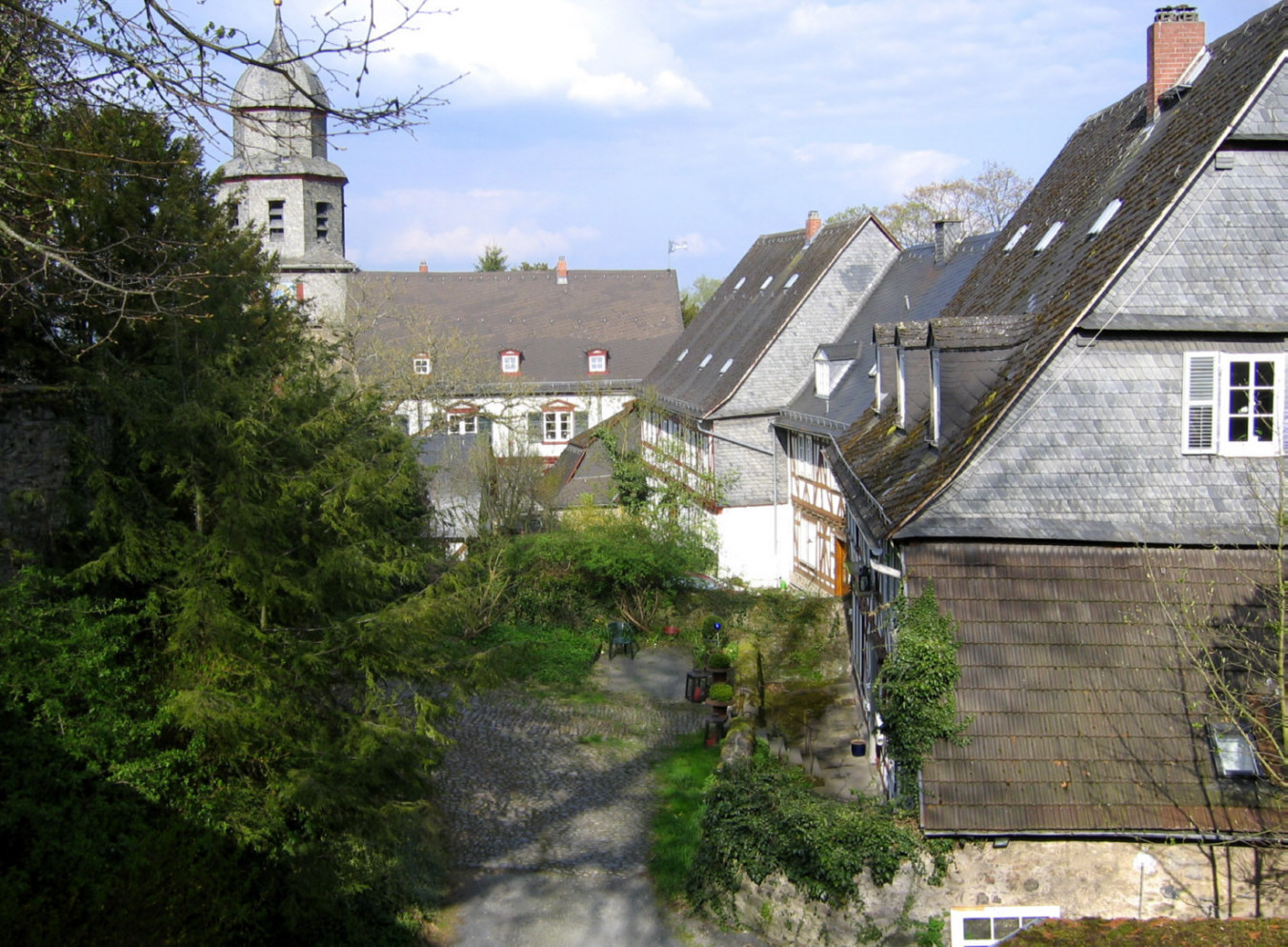
Schlossstraße mit dem Palais Hartleben ganz hinten quer

### Bauwerke
- Schloss Braunfels: Der letzte, die heutige Erscheinung des Schlosses bestimmende Umbau der im Kern mittelalterlichen, im 17. Jahrhundert barock umgestalteten Anlage fand ab 1880 nach Plänen des neugotischen Baumeisters Edwin Oppler statt. Im Schloss befinden sich zahlreiche Kunstwerke der Familie Solms-Braunfels, u. a. Gemälde niederländischer Meister (van Eyck), der hessischen Malerfamilie Tischbein, der kunsthistorisch bedeutende Altenberger Altar, von dem sich Teile im Frankfurter Städel sowie im Bayerischen Nationalmuseum in München befinden, sowie der legendäre Ring der hl. Elisabeth von Thüringen. Zu besichtigende Bereiche umfassen den Schlosshof, den Rittersaal mit umfangreicher Ausstattung, die Gesellschaftsräume und die Gemäldegalerie, sakrale Ausstellungsstücke aus dem Kloster Altenberg, die Galerie mit Jagdgemälden von Johannes Deiker sowie den Kanonenplatz. Außerdem sind das fürstliche Familienmuseum und die Schlosskirche mit baugeschichtlicher Ausstellung zugänglich.
- Altstadt: Die Innere Altstadt mit ausgeprägten Verteidigungsanlagen ist als vorburgartige Erweiterung rund um die Burg zu verstehen, welche die drei Talsiedlungen Tal, Vordertal und Hintertal schützten. Dem Weg durch das Hintertal entspricht der heutige Burgweg mit einfachen Fachwerkhäusern und zwei Toren (Klepper-, Ritter- oder Teufelstor im Norden, Hintertaler Tor mit Hochzeitslinde im Südosten).
- Der Marktplatz in seiner heutigen Gestalt entstand nach dem Stadtbrand von 1679. Zu seinen restaurierten Fachwerkhäusern zählen u. a. der Solmser Hof (vormals Gemeindebackhaus und Reitstall, heute Restaurant), das Haus am ehemaligen Zwinger von 1691 (heute Hotel) sowie die historische Metzgerei (später Postamt) von 1708. Der Marktbrunnen stammt von 1727. Er diente vermutlich wie der Marktplatz auch als Vorlage für eine Kulisse im Film James Bond 007 – Octopussy (1982). Anders als bisher vermutet, war aber die Stadt Braunfels selbst kein Drehort für den Bondfilm.[36]
- Weitere Fachwerkhäuser aus dem späten 17. und 18. Jahrhundert stehen Auf der Schütt oberhalb des Marktplatzes. Hier handelt es sich um eine bebaute Aufschüttung von Asche, Schutt und Erde nach dem Stadtbrand von 1679. In der Schlossstraße haben sich mit dem Meanderhaus (erbaut 1700, seit 1806 Rentkammer) und dem Palais Hartleben (erbaut 1681) ebenfalls sehenswerte Fachwerkhäuser erhalten.[37]
- Das ehemalige fürstliche Brauhaus östlich der Stadt ist das Geburtshaus von Friederike Münster, der späteren Ehefrau des Pfarrers Theodor Fliedner.
- Die Burgruine Philippstein liegt auf einem Hang und ist durch einen Halsgraben, welcher heute teilweise verfüllt ist, vom Berg abgetrennt. Erhalten geblieben sind von der Burg der besteigbare runde Bergfried, Reste des Kellers sowie Teile der Umfassungsmauer.

### Parks
- Der große Kurpark mit Lindenallee wurde im Kern um das Jahr 1700 angelegt und im 19. Jahrhundert durch verschiedene Bauten im neogotischen Stil erweitert. Ein prominenter Besucher war 1887 der spätere 99-Tage-Kaiser Friedrich III. Zum historischen Baumbestand des Parks zählen auch Mammutbäume. Die Wandelhalle wurde 1990 umgebaut und modernisiert.
- Der zeitgleich mit dem Kurpark unter Graf Wilhelm Moritz angelegte Tiergarten war das ehemalige gräfliche Jagdrevier. In dem ca. 55 ha großen Wald leben Rehe und Damhirsche, Europäische Mufflons und Wildschweine. Das Gasthaus ist das historische gräfliche Forsthaus. Rundwanderwege führen in die nahe Parklandschaft, und die organisierten Wildfütterungen sind für die Kinder eine Attraktion.

### Museen
- Das Dr. Kanngießer’sche Waldmuseum ist eine Mineralien-, Pflanzen- und Fossiliensammlung des Naturforschers, Arztes und Toxikologen Friedrich Kanngießer. Es wurde 1916 eingerichtet.
- Das Stadtmuseum Obermühle, ein heimatgeschichtliches Museum, ist in einer ehemaligen Kornmühle (1450 erwähnt) eingerichtet, die auf den Fundamenten eines Wehrturms (erwähnt 1250) steht. Sie ist damit das älteste bekannte Gebäude im Tal unterhalb des Burgbergs. Das Museum existiert seit 1972 und enthält Exponate aus dem lokalen Alltag der Handwerker und Bauern.
- Nicht zu verwechseln mit dem Stadtmuseum Obermühle ist das Brauhaus Obermühle (Brauhaus der 1868 von Philip Wahl gegründeten Schlossbrauerei Braunfels, die 1996 die Produktion einstellte; diese wiederum nicht zu verwechseln mit der älteren fürstlichen Brauerei); sie ist ein Gasthof, in dem seit 2003 wieder eigenes Bier gebraut wird.

### Sport
- Der FSV Braunfels spielte in der Saison 2021/2022 in der Fußball-Gruppenliga Gießen/Marburg.
- Die Luftsportgemeinschaft Braunfels e. V. unterhält nördlich der Stadt das Segelfluggelände Braunfels.
- Die Deutschen Schach-Mannschaftsmeisterschaften der Frauen werden seit 1979 jährlich ausgetragen und fanden im Juni 2019 zum 26. Mal in Braunfels statt.

### Regelmäßige Veranstaltungen
Die mittelalterlichen Ritterspiele Spektakulum gibt es alle zwei Jahre an einem Sommerwochenende seit dem Jahr 1994 (mit Unterbrechungen); sie werden vom lokalen Aktionsring Braunfels e. V. organisiert. Organisierte Kampfspiele, Darbietungen von Gauklern und Akrobaten, Schaustellern und sonstigem „fahrenden Volk“ und Festumzüge in historischen Kostümen ziehen an den beiden Tagen zahlreiche Touristen an. Dabei verwandelt sich der gesamte Kurpark in ein großes Ritterlager.
Im „Haus des Gastes“ findet alljährlich im Februar oder März ein Ostereiermarkt statt, auf dem professionelle und laienaktive Aussteller ihre Stücke rund um das Osterbrauchtum feilbieten.
Alle 18 Monate führt der 80-köpfige Pastoralchor unter der Leitung von André Schmidt große Werke der Kirchenmusik wie Haydns Schöpfung oder Mozarts Requiem mit professionellem Orchester und professionellen Solisten in der katholischen Kirche St. Anna auf. Jede Aufführung findet zweimal statt.

## Wirtschaft und Infrastruktur

### Optische Industrie
Braunfels hatte erheblichen Anteil an der Entwicklung der optischen Industrie im Lahn-Dill-Gebiet. Im Jahr 1846 legte dort Carl Kellner in einer Werkstatt seines elterlichen Hauses, sein Vater war fürstlicher Hüttenverwalter, den Grundstein für sein optisches Institut. 1848/49 kam es zur ersten kurzen Zusammenarbeit mit Moritz Hensoldt in Braunfels. Im Jahr 1849 kam es schließlich zum endgültigen Umzug und zur Gründung des optischen Instituts in Wetzlar, woraus das Unternehmen Leitz entstand. Mit Unterstützung des Fürsten Ferdinand zu Solms-Braunfels gründeten 1861 der Cousin und Nachfolger Kellners, Louis Engelbert, gemeinsam mit Moritz Hensoldt eine Werkstatt für Mikroskope, die 1865 in das verkehrsgünstigere Wetzlar umzog. Damit endete die Geschichte der optischen Industrie in Braunfels.

### Verkehr

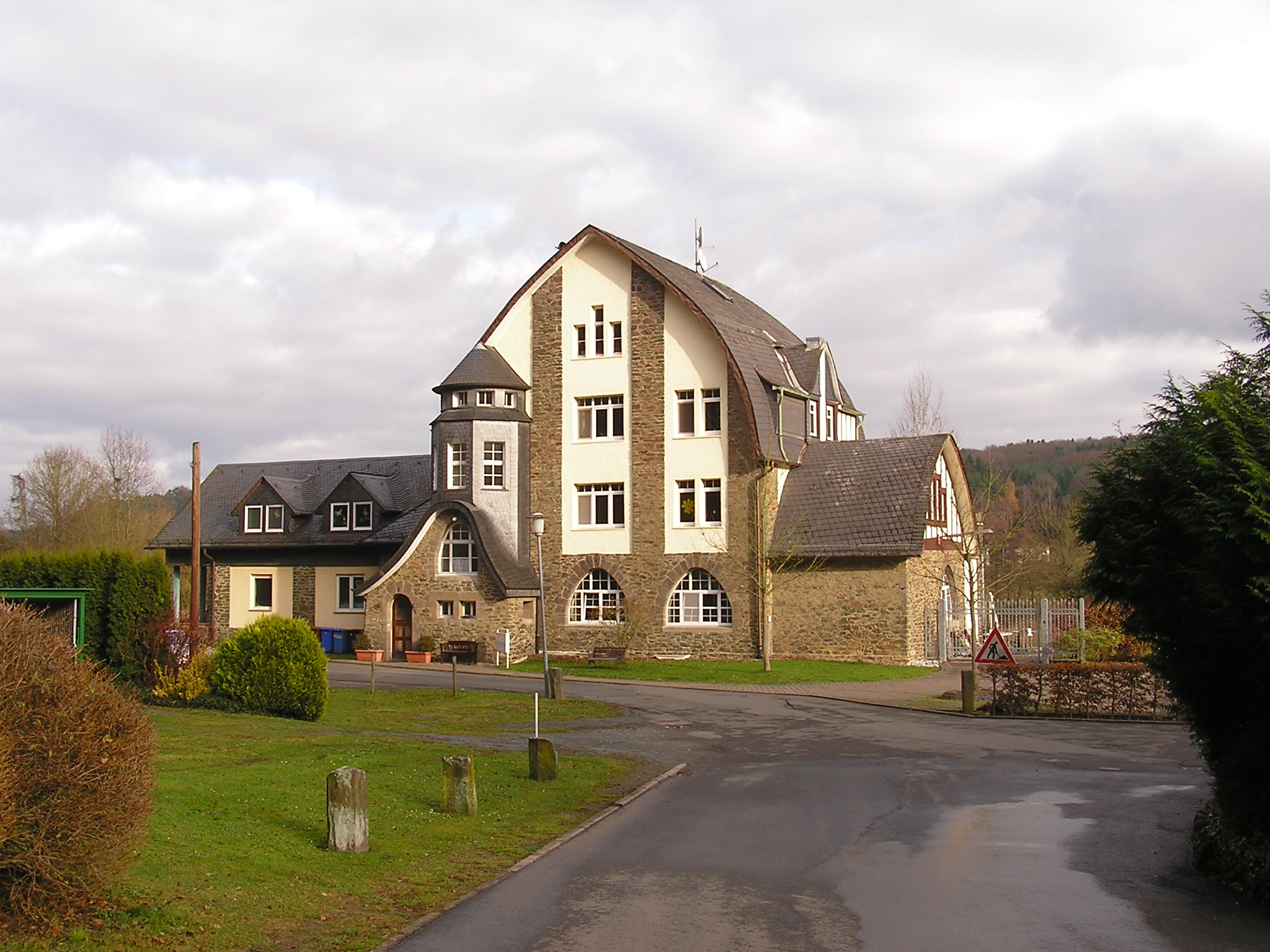
Ehemaliger Bahnhof Braunfels-Oberndorf

Bis zum Jahr 1985 war im benachbarten Oberndorf (Ortsteil von Solms) ein Bahnhof an der Bahnstrecke Friedrichsdorf–Albshausen in Betrieb. Heute ist der Bahnhof Leun/Braunfels an der Lahntalbahn die nächstgelegene Bahnstation. Auch an der ehemaligen Ernstbahn, die vom Lahnbahnhof bis nach Philippstein führte, hatte Braunfels in Höhe der alten Brauerei einen Bahnhof. Heute verläuft auf Teilen der stillgelegten Bahnstrecke der Lahnradweg.
Ebenfalls in Leun wird mit der Bundesstraße 49 die nächstgelegene Fernverkehrsstraße erreicht.

### Kliniken
In der Stadt Braunfels sind folgende drei Kliniken ansässig:
- ATOS orthopädische Klinik Braunfels, eine Spezialklinik für Orthopädie
- BDH-Klinik Braunfels, ein neurologisches Zentrum mit Akutstation, Stroke Unit, Intensivmedizin, neuroorthopädischem Fachbereich und Rehabilitation in Trägerschaft des BDH-Bundesverbands Rehabilitation
- Klinikum Falkeneck, eine Außenstelle des Klinikums Wetzlar mit den Abteilungen Innere Medizin und Geriatrie

## Persönlichkeiten

### Ehrenbürger
- Heinrich Jockel, Fürstlicher Kammerrat a. D., erhielt 1951 die Ehrenbürgerwürde
- Georg Friedrich (1890–1970) und Beatrice Fürst und Fürstin zu Solms-Braunfels, wurde 1963 die gemeinsame Ehrenbürgerwürde verliehen
- Rolf Ahrens, Direktor a. D. der Neurologischen Klinik, wurde 1980 zum Ehrenbürger ernannt
- Hans-Georg (1920–2003) und Marie Gabrielle (1918–2003) Graf und Gräfin von Oppersdorff Solms-Braunfels, wurde 1986 die Ehrenbürgerwürde verliehen

### Söhne und Töchter der Stadt
- Johann Albrecht von Solms-Braunfels (1563–1623), Großhofmeister, Berater des Kurfürsten Friedrich V. von der Pfalz
- Wilhelm I. zu Solms-Greifenstein (1570–1635), Regent der Grafschaft Solms-Greifenstein
- Amalie zu Solms-Braunfels (* 31. August 1602 auf Schloss Braunfels in Braunfels; † 8. September 1675 in Den Haag)
- Friedrich Wilhelm von Solms-Braunfels (1696–1761), Fürst zu Solms-Braunfels
- Ferdinand Wilhelm Ernst von Solms-Braunfels (1721–1783), französischer Hauptmann und zuletzt niederländischer Generalleutnant
- Friedrich IV., Landgraf von Hessen-Homburg (1724–1751)
- Wilhelm Heinrich Casimir zu Solms-Braunfels (1765–1852), Generalleutnant
- Friedrich Wilhelm zu Solms-Braunfels (1770–1814), preußischer Generalmajor
- Karl du Thil (1777–1859), Politiker des Großherzogtums Hessen und langjähriger Präsident des Gesamtministeriums
- Karl Schönhals (1788–1857), Feldzeugmeister
- Friedrich Ludwig Mallet (1792–1865), Prediger der Erweckungsbewegung
- Ferdinand Fürst zu Solms-Braunfels (1797–1873), Standesherr, Mitglied der Kammer der Standesherren in Hessen und Württemberg, Mitglied des Preußischen Herrenhauses
- Friederike Fliedner (1800–1842), Mitbegründerin der Frauendiakonie
- Bernhard zu Solms-Braunfels (1800–1868), General der Kavallerie
- Karl Doerr (1809–1868), Hofgerichtsrat und Abgeordneter
- Wilhelm Christian Schenck zu Schweinsberg (1809–1874), Gutsbesitzer, Mitglied der Landstände des Großherzogtums Hessen
- Ewald von Kleist (1881–1954), Generalfeldmarschall
- Ottmar Gerster (1897–1969), Komponist
- Heinrich Henkel (Rechtswissenschaftler) (1903–1981), Rechtswissenschaftler und letzter Rektor der Schlesischen Friedrich-Wilhelms-Universität zu Breslau
- Wilhelm Schneider (1910–2003), Mediziner, Dermatologe und Hochschullehrer
- Günther Becker (1944–2002), Politiker (SPD) und Landtagsabgeordneter
- Ulli F. H. Rühl (* 1954), Rechtswissenschaftler und Hochschullehrer
- Rotraud Ries (* 1956), Historikerin
- Vanessa Jean Dedmon (* 1987), Sängerin

### Persönlichkeiten, die vor Ort gewirkt haben
- Johannes Deiker (1822–1895), deutscher Tier- und Jagdmaler
- Ulrich Sporleder (1911–1944), evangelischer Theologe, Pfarrer der Bekennenden Kirche in Marienburg und Marienwerder, Offizier der deutschen Wehrmacht und Widerstandskämpfer gegen den Nationalsozialismus
- Mary Roos (* 1949), deutsche Schlagersängerin
- Tina York (* 1954), deutsche Schlagersängerin
- Frank Farian (1941–2024), deutscher Musikproduzent
- Dorkas Kiefer (* 1972), Schauspielerin
- Vinzenz Kiefer (* 1979), Schauspieler